# 自暴自棄
| ウィキペディアには「自暴自棄」という見出しの百科事典記事はありません（タイトルに「自暴自棄」を含むページの一覧/「自暴自棄」で始まるページの一覧）。 代わりにウィクショナリーのページ「自暴自棄」が役に立つかもしれません。 |